# Piptadenia buchtienii
Piptadenia buchtienii är en ärtväxtart som beskrevs av Rupert Charles Barneby. Piptadenia buchtienii ingår i släktet Piptadenia och familjen ärtväxter. Inga underarter finns listade i Catalogue of Life.